# Núria Cadenes i Alabèrnia
Núria Cadenes i Alabèrnia   (Barcelona, 18 de febrer de 1970) és una periodista, escriptora i activista independentista catalana.

## Biografia
Nascuda el 18 de febrer de 1970 al barri del Turó de la Peira, Núria Cadenes és filla de Teresa Alabèrnia i Domènech i de Josep Maria Cadenes. La família materna és oriünda de Meranges, Ger i Palamós. Durant la seua joventut estudià a l'Escola Heura, de caràcter laic i catalanista. Posteriorment, participà en el moviment estudiantil català de finals de la dècada del 1980 i va ser fundadora de l'organització juvenil independentista Maulets.

### Empresonament
El matí del 9 de setembre de 1988, quan tenia 18 anys, fou detinguda a Barcelona als voltants de la Residència d'Oficials de Barcelona en companyia de tres persones més per la seua presumpta participació en un atemptat frustrat de Terra Lliure.
L'octubre de 1990 fou jutjada per l'Audiència Nacional, juntament amb Jordi Petit i Ferrer, Jaume Palou i Guijarro i Guillem Godó i Blasco, per la seua suposada participació en l'intent d'atemptat de Terra Lliure contra la residència d'oficials de l'exèrcit espanyol a Barcelona el 9 de setembre de 1988 que va ser frustrat per la policia. Tots negaren davant el tribunal pertànyer a l'organització armada i haver participat en la citada acció, així com de tinença il·lícita d'armes amb l'agreujant d'haver-ne esborrat el número de sèrie.
Després de la seua apel·lació, el Tribunal Suprem en la seua sentència de 30 de gener de 1992, decidí absoldre-la de l'acusació de pertinença a banda armada per falta de proves, però mantingué la resta d'acusacions. Malgrat que fou detinguda sense que portara armes o explosius, el tribunal considerà concloents les declaracions de la resta de processats que la vinculaven amb la participació en l'intent de col·locació d'artefacte explosiu, amb tinença il·lícita d'armes, a la residència d'oficials de Barcelona el 9 de setembre. Fou condemnada a sis anys de presó major i dos de presó menor. El 2006, Palou i Godó van exculpar Cadenes d'haver participat en l'atemptat al·legant que no pertanyia a Terra Lliure i que mai no havia participat en cap de les seues accions.
L'octubre del 1992 fou posada en llibertat després d'haver complert quatre anys de reclusió en diverses presons espanyoles. Després de ser alliberada tornà a Barcelona, on estudià Història a la Universitat de Barcelona i treballà com a traductora. Posteriorment, es traslladà a la ciutat de València, on va treballar a la revista El Temps i a Acció Cultural del País Valencià.

### Activitat política
Va ser membre fundadora de l'organització juvenil Maulets i militant del Partit Socialista d'Alliberament Nacional (PSAN). En les eleccions al Parlament de Catalunya de 1992 es presentà segona a la llista de la demarcació de Barcelona per Catalunya Lliure, que no obtingué representació.
En les eleccions al Parlament de Catalunya de 2010 va tancar la candidatura per la demarcació de Girona de la coalició electoral Solidaritat Catalana per la Independència (SI) en representació del PSAN. D'altra banda, en el primer Congrés Nacional de SI, celebrat el 23 de febrer de 2011 a Manresa, fou elegida secretària nacional de Formació i Atenció als Adherits de la formació independentista, i en el segon, celebrat a Vic el 26 de gener de 2013, en va ser elegida presidenta.

## Obra literària
- Cartes de la presó. València: Eliseu Climent, 1990. ISBN 978-84-7502-275-8 (correspondència de l'autora amb familiars i amics durant el seu empresonament).
- El cel de les oques. Barcelona: Columna, 1999. ISBN 978-84-8300-712-9
- Memòries de presó (1988-1992). València: Eliseu Climent, 1994. ISBN 978-84-7502-423-3
- L'Ovidi. València: Eliseu Climent, 2002. ISBN 978-84-7502-649-7 (sobre l'actor i cantautor Ovidi Montllor)
- Vine al sud! Guia lúdica del País Valencià. Barcelona: Columna, 2008. ISBN 978-84-664-0934-6
- AZ. València: Eliseu Climent, 2009 ISBN 978-84-750-2829-3 (26 contes amb les aventures i desventures de vint-i-sis personatges)[8][9]
- El banquer. Barcelona: Edicions de 1984, 2013. ISBN 978-84-15835-07-3
- Tota la veritat. Barcelona: La Magrana, 2016. ISBN 9788482648019.[10][11][12]
- Secundaris (Comanegra, 2018) ISBN 9788417188535[13]
- Guillem. Barcelona: Amsterdam, 2020 ISBN 9788417918194 (sobre l'Assassinat de Guillem Agulló i Salvador)[14][15][16]
- Temps obert.  Barcelona: Comanegra, 2022. ISBN 978-84-18857-77-5.[17]
- Tiberi Cèsar.  Barcelona: Proa, 2023. ISBN 9788419657336.[18]
- En carn i ossos.  Barcelona: Ara Llibres, 2025. ISBN 9788411731416.[19][20]